# 恰尔内
恰尔内是波兰滨海省的一个镇。